# Jytte Høy
 Jytte Høy (født 20. august 1951 i Valby) er en dansk kunstner. Jytte Høy er uddannet på Det Kongelige Danske Kunstakademi. Fra 1996-2007 var hun rektor for Det Jyske Kunstakademi. 

## Kunstnerisk praksis
Jytte Høy arbejder konceptuelt. Hendes værker har ofte en skrøbelig og dog insisterende karaktér. Hun arbejder i flere forskellige medier herunder skulptur, tegning , tekst og collage. Hverdagsgenstande som for eksempel elastikker, som ikke normalt tillægges større værdi, kan indgå i hendes værker på lige fod med mere ’ædle’ materialer såsom for eksempel bronze. Værkerne udgør ofte undersøgelser af tingenes bagvedliggende strukturer og betydninger og er ofte præget af humor og stor præcision.
Jytte Høy var i perioden 1996-2007 rektor for Det Jyske Kunstakademi i Århus.

## Separatudstillinger
- 2012 Op til 2013, Galerie MøllerWitt, Aarhus
- 2012 AlphaBetaGamma, BKS-Garage, København
- 2012 Den Frie Udstilling, Den Frie, København
- 2012 The Shop, Skulpturi, København
- 2011 Tableau Signal Stof, Skulptur-triennale, Eventyrhaven, Odense
- 2011 Lake of Fire, Den Frie udstillingsbygning, København
- 2011 Objektiver, Skulpturi, København,
- 2010 Op mod 2011, Galerie MøllerWitt, Århus
- 2010 Rohde Contemporary, København
- 2010 De Levende Ord, Rønnebæksholm, Næstved
- 2010 Den Frie, Den Frie Udstillingsbygning, København
- 2009 Fri Porto, Den Frie Udstillingsbygning, København
- 2009 Who Killed The Painting, Sammlung Block, Weserburg, Bremen, Tyskland*
- 2009 Den Frie, Den Frie Udstillingsbygning, København. Med gæst; David Shrigley
- 2009 Mr. Foggi, Keramisk Skulptur til Naviair, Kunststyrelsen, København*
- 2009 Long Way Home, Unheimlich – familiar and yet foreign at the same time Cluster, Produzentengalerie, Berlin. Arr. Skulpturi
- 2008 Who Killed The Painting, Sammlung Block, Neues Museum, Nürnberg*
- 2008 Ruin Vision, Vejle Kunstmuseum, Vejle*
- 2008 Den Frie, Den Frie Udstillingsbygning, København
- 2007 South Karelia Art Museum, Lappeenranta, Finland*
- 2007 Rundt på Gulvet, Kunsthallen Brandts, Odense*

## Skulpturer i det offentlige rum
- 2012 Bane-fabel og Big XTekstbaseret vægrelief og skulptur i træ til Godsbanen i Århus. Opdragsgiver: Århus Kommune
- 2012 Alphabet CityPermanent skulpturelt forløb til Danneskiold-Samsøes Allé, Holmen. Opdragsgivere: BYGST og Statens Kunstfond
- 2009 Mr. Foggi,Keramisk Skulptur til Naviair, Statens Flyvesikringstjeneste, Kastrup Lufthavn. Opdragsgivere: Naviair og Statens Kunstfond
- 1999 Himmel-legemer/Himmelskörper, Et skulpturprojekt til Ulfborg Bymidte. Opdragsgivere: Statens Kunstfond og Ulfborg-Vemb Kommune

## Udgivelser
Monografi:
2010 JYTTE_HØY_3D+2D. Udgivet på dansk af Forlaget Vandkunsten og på engelsk af Revolver VVV, Berlin. Red. Jytte Høy. Forfattere: Pernille Albrethsen, Lars Bang Larsen, Thomas Heyden og Jacob Lillemose.
Artist Books:
- 2005 Et Historisk Alfabet til dig. Redaktion: Jytte Høy og Marie Louise Helveg. Forlag: Apartment One. Tekst: Direktør for Arken Christian Gether, billedhugger Jytte Høy, forfatter, rektor Mika Hannula, forfatter Merete Pryds Helle og kunsthistoriker Ann L. Sørensen. Kunstværker:. Jytte Høy m. flere.
- 2003 tankens_museum. Redaktion: Elisabeth Delin Hansen og Jytte Høy. Forlag: Nikolaj og Apartment One. Tekst: Leder af Nikolaj Udstillingsbygning Elisabeth Delin Hansen og billedhugger Jytte Høy, forfatter Merete Pryds Helle og lektor på Aarhus Universitet Lene Tortzen Bager. Kunstværker: Jytte Høy.
- 2000 something closer than small, Redaktion. Jytte Høy, Forlag: Apartment One, Tekst: Mika Hannula, Kunstværker: Jytte Høy.
- 1999 Himmel-legemer/Himmelskörper, En introduktion til kunstværket i Ulfborg Bymidte. Redaktion: Jytte Høy. Forlag: Apartment One. Tekster af: Jytte Høy, Torben Rasmussen og Lars Petersen, Kunstværker af: Jytte Høy, Fugletegninger af Jens Gregersen.
- 1998 TOUCH, various small objects. Redaktion: Jytte Høy, Forlag: Apartment One, Tekst: Lars Bang Larsen, Kunstværker: Jytte Høy.
- 1996 Apartment One. En bogudgivelse omkring udstillingerne i Apartment One. Tekster af: Michael Glasmeier, Jos Wilbrink, Anders Troelsen, Eva Löfdahl og Kerstin Bergendal. Kunstværker af: Karin Westerlund (S) og Raffael Rheinsberg (D), Jan Henderikse (NL) og Jytte Høy (DK), Thomas Bang (DK) og Finn Reinbothe (DK), Eva Löfdahl (S) og Kerstin Bergendal (S)

## Repræsentation
Arken, Museum for Moderne Kunst, Ishøj, Sammlung Block, Berlin, Neues Museum, Nürnberg, Århus kommune
Københavns Kommune, Statens Kunstfond, Ny Carlsbergfondet, Vehbi Koç Foundation Contemporary Art Collection, Istanbul

## Medlemskaber
Medlem af Akademiet for de Skønne Kunster (2002-) og Den Frie (2007-)

## Hæderslegater
- 2011 Tildelt Statens Kunstfonds Livsvarige Ydelse
- 2010 Tildelt Ole Haslunds Kunstnerfonds Hæderslegat
- 2010 Tildelt Billedhugger Kai Nielsens Mindelegat
- 2008 Tildelt Carl Nielsen og Anne Marie Carl-Nielsens Legat
- 2007 Tildelt Statens Kunstfonds 3-årige arbejdstipendium
- 2006 Tildelt Eckersberg Medaillen af Det Kongelige Akademi for de Skønne Kunster
- 2006 Billedhugger Edouard Eggeling og Hustrus Fond for danske Billedhuggere
- 2004 Billedhugger Viggo Jarls Hæderslegat
- 2004 Anne Marie Telmanyi født Carl-Nielsens Hæderslegat
- 2003 Præmiering af udstillingen tankens_museum i Nikolaj Udstillingsbygning, Statens Kunstfond
- 2001 Kunstnerfonden af 1973s Hæderslegat
- 2000 Tildeling af Atelier i Berlin, Center for Dansk Billedkunst
- 1997 Præmiering af udstillingsprojektet til Louisiana-udstillingen Ny Kunst fra Danmark og Skåne, Statens Kunstfond.

## Æreshverv og tillidsposter
- 2007-2012 Medlem af bestyrelsen for Overgaden Institut for Samtidskunst
- 2007-2009 Medlem af Akademiraadet
- 2003-2007 Medlem af Kunstrådets udvalg for Billedkunst
- 2002-2003 Medlem af Repræsentantskabet for Statens Kunstfond
- 2002-, Medlem af Akademiet for De Skønne Kunster
- 1996-2007 Rektor for Det Jyske Kunstakademi i Århus
- 1996-1998 Medlem af bestyrelsen for Charlottenborgs Udstillingsbygning
- 1995-2000 Medlem af bestyrelsen for Den Danske Raderforening
- 1992-1995 Kunstkonsulent i Albertslund

## Eksterne link
- Jytte Høys hjemmeside
- https://denfrieudstilling.dk/kunstnere/jytte-hoey/